# Csibi Vencel

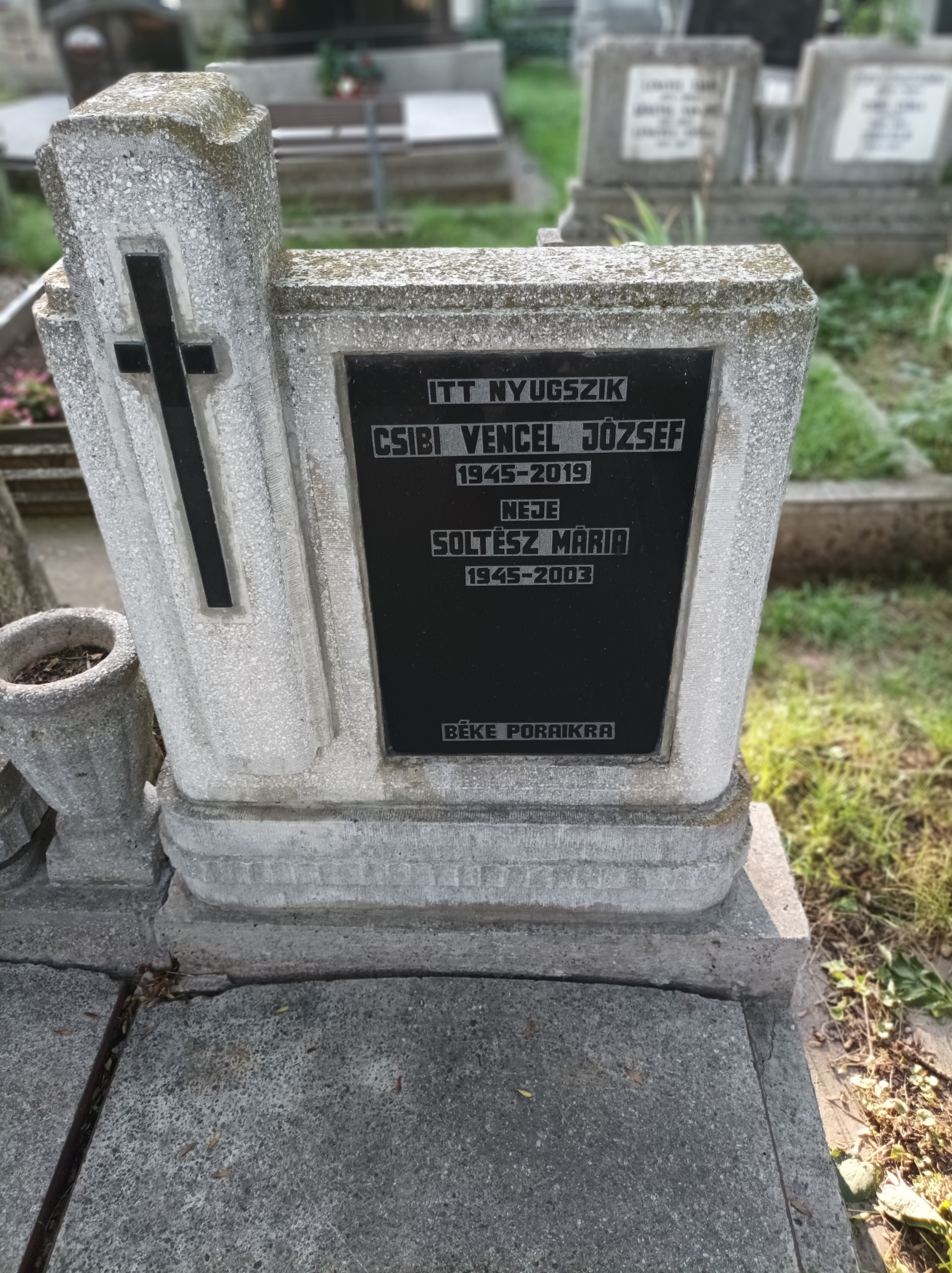
Sírja a Kismező utcai temetőben, 1. parcella

Csibi Vencel József (Kolozsvár, 1945. március 7. – Veszprém, 2019. április 6.) romániai magyar gépészmérnök, az MTA külső tagja.

## Életpályája
1968–1969 a kolozsvári Unirea gépgyár technikusa. 1974-ben elvégezte a kolozsvári Műszaki Egyetemet.
1978-ig a nagyenyedi kohászati gépgyárban dolgozott részleg-, majd osztályvezetőként. 1978-tól a kolozsvári műegyetemen tanított (tanársegéd 1978, adjunktus 1990, docens 1994, professzor 2000) 2009-es nyugdíjazásáig. 1990-ben doktorált. Tanított a Sapientia Erdélyi Magyar Tudományegyetemen is. 2010-től az MTA külső tagja volt. A nemzetközi IFTOMM (International Federation for Theory of Machins and Mechanisms) tagja volt.
Kolozsváron a Kismező utcai temetőben helyezték örök nyugalomra.

## Munkássága
Kutatási területei: fogaskerék-meghajtások, mechatronika.

### Díjak
- Jenei Dezső-emléplap,[3] 2013
- Bánki Donát-emlékplakett (Budapesti Műszaki Főiskola, Bánki Donát és Biztonságtechnikai Mérnöki Kara), 2007
- Bálint Lajos Pro Scientia Technologiae – A technológiatudományért érem (Miskolci Egyetem  Gépgyártástechnológiai Tanszék), 2004
- Tiszteletbeli miskolci gépész Erdélybe kihelyezett évfolyamtárs (Miskolci Egyetem Gépészmérnöki Kar), 1999
- Gépésznérnöki Kar emlékérme (Miskolci Egyetem), 1998

### Tagság
- Anyagtudományi és Technológiai Tudományos Bizottság, Kolozsvári Területi Bizottság (alelnök)
- Erdélyi Magyar Műszaki Tudományos Társaság (elnökhelyettes)
- Magyar Mérnökök és Építészek Világszövetsége Magyarországi Egyesülete
- International Federation for the Theory of Machines and Mechanisms
- Romániai Finommechanika és Optika Szövetség
- Romániai Gépek és Mechanizmusok Tudományos Szövetsége, Kolozsvári Fiók (elnök)
- Romániai Mechatronika Szövetség
- Romániai Mérnökök Szövetsége
- Romániai Robot Szövetség